# Ménmarót vezér
Ménmarót a Gesta Hungarorumban említett feltehetően fiktív erdélyi uralkodó, aki a Maros a Szamos és a Tisza közötti területeket uralta, a honfoglalás idején 900 körül. A krónika szerint Mén-Marót országában kazárok és székelyek éltek, és az akkori meg nem nevezett bizánci császár hatalmát is elfogadta. Anonymus több jelzővel is ellátja az uralkodót, szerinte több felesége volt, és "bolgár szíve".

## Anonymus elbeszélésében
Néhány nap múlva Árpád vezér nemesei tanácsa szerint követeket küldött Bihar várába Mén-Marót vezérhez, és azt kérte tőle, hogy ősapjának, Attila királynak a jussából engedjen át neki a Szamos folyótól a nyíri határig és a meszesi kapuig terjedő földet. Elküldte neki ajándékait is, amint előbb Salán titeli vezérnek. 
A Gesta szerint Árpád vezér Ösbőt és Veleket kuldte az uralkodó legyőzésére, "elöljáróban a székelyekkel"  azonban Mén-Marót amikor meghallotta a közelgő magyar sereget megrémült, mivel tudta, hogy a magyar sereg erősebb, ezért Mén-Marót elmenekült feleségével (itt már a krónikás csak egy feleséget említ) és lányával Igyfon erdejébe, azonban a seregét Bihar várában hagyta. A magyar sereg 12 napig ostromolta Bihar várát. Majd:
"A tizenharmadik napon pedig, amikor a magyarok és székelyek a vár árkait behányták, s a hágcsókat oda akarták támasztani a falhoz, Mén-Marót vezér katonái a magyarok merészségének láttára elkezdték kérlelni a seregnek szóban levő két kapitányát, majd a várat megnyitva, mezítláb, könyörögve Ösbő meg Velek színe elé jöttek."
Miután Mén-Marót  katonái megadták magukat Bihar várában, hírnökök mentem Mén-Maróthoz, aki "szörnyű nagy félelembe esett", ezeket hallván. Ezek után követeket küldött  Mén-Marót a magyarokhoz.
Elküldte hát követeit különféle ajándékokkal Ösbőhöz meg Velekhez, s kérte őket, hogy maguk is békére hajolva engedjék követeit Árpád vezérhez, s ezek így hadd vigyék annak a hírt: Mén-Marót, aki előbb követei útján bolgár szívvel dölyfös üzenetben tagadott meg még egy marok földet is Árpád vezértől, most legyőzetve és eléje borulva ugyanazon követek útján vonakodás nélkül felajánlja egész országát, Árpád fiának, Zoltának pedig a leányát. Ösbő meg Velek helyeselték a szándékát, s követeivel együtt maguk is követeket küldtek, hogy ezek urukat, Árpád vezért szintén kérleljék a béke érdekében.
Árpád vezér, a követek megérkezése után elfogadta a békeajánlatot.
Aztán Ösbőhöz meg Velekhez követeket küldve azt üzente, hogy menyegzőt tartva Mén-Marót leányát vegyék át feleségül fia, Zolta számára, a lakosok kezességbe adott fiait hozzák magukkal, Mén-Marót vezérnek pedig adják oda Bihar várát.
A krónika szerint, ezek után kettő évvel Mén-Marót fiú nélkül meghalt, és egész országát Zoltának adományozta.

## Létezésének kérdése
A történészek többsége vitatja a Gesta Mén-Marótról és a magyarok többi, más forrásokban meg nem nevezett ellenfeleiről szóló beszámolóinak megbízhatóságát. Kristó Gyula azt írja, hogy Anonymus, akinek kevés információja volt a Kárpát-medence 900 körüli valós viszonyairól, csak "egy dologhoz fordulhatott, amikor a magyar honfoglalás történetét felvázolta: a saját képzeletéhez." Györffy György szerint, Mén-Marót egyike volt azoknak a személyeknek, akiket Anonymus kitalált és helységnévvel látott el. Carlile Aylmer Macartney brit akadémikus azt írja, hogy a Gesta által Mén-Marót kapcsán említett események többsége "egyszerű ismétlése, változatokkal" az ugyanabban a krónikában szereplő Salán történetének, ami azt mutatja, hogy Anonymusnak "kevés anyag állt rendelkezésére, amiből dolgozhatott", amikor Mén-Marótról írt. Ryszard Grzesik lengyel történész szerint Mén-Marót mint uralkodó "soha nem létezett és nem uralkodott Bihar felett", de "nem egy kitalált személy".